# Кабель, Адриан ван дер
Адриан ван дер Кабель, Адриан ван дер Кабел (нидерл. Adriaen van der Kabel; 1631, Рейсвейк, Южная Голландия — 15 января 1705, Лион, Франция) — голландский живописец-пейзажист, рисовальщик и гравёр эпохи Золотого века голландской живописи. Романист. Работал в Италии и Франции.

## Биография
Художник родился в 1631 году в замке Рисвик, провинция Южная Голландия. Его отцом был Корнелис Янс ван дер Тоу (Cornelis Jansz van der Tou), по профессии изготовитель колёс и повозок. По сообщению знаменитого историографа нидерландской живописи XVII века Арнольда Хоубракена, Адриан изменил свою фамилию Ван дер Тау на Ван дер Кабель по совету живописца Яна ван Гойена, потому что якобы «кабель» звучит более элегантно, чем «верёвка» (tou).
В завещании 1668 года отец и мать художника упоминаются как Корнелис Янс ван дер Кабель и Мартье Филипсдр (Cornelis Jansz. van der Cabel en Maertje Philipsdr). Следовательно, отец взял себе фамилию сына. За пределами Нидерландов фамилия Адриана пишется: «Ван дер Кабель, Вандеркабель или Вандрекабель» (Van der Cabel, Vandercabel of Vandrecabel). Французы иногда переводили его имя «Арье» или «Анри» (Arie, Henri). От этого возникла путаница, предполагалось, что существовало два художника по фамилии Ван дер Кабель: Адриан и Хендрик.
О личной жизни Ван дер Кабеля известно относительно мало, поскольку не сохранилась его переписка. Тем не менее большинство биографов сходятся во мнении, что в молодые годы он был вспыльчивым, склонным к безудержному веселью и пьянству. Он был чрезвычайно щедр, сострадателен, даже чувствителен и сердечен по отношению к своим друзьям и коллегам.
Примерно в двадцать пять лет он решил отправиться в Италию, сначала путешествие привело его в Лион, где он, вероятно, оставался с 1655 по 1658 год. Он прибыл в Рим в 1659 году и оставался там до 1666 года. Там он освоил «итальянский» (романистский) стиль. Он присоединился к обществу «Перелётные птицы», или «Бент» (нидерл. bent — клуб, собрание, нидерл. Bent vogels — перелётные птицы, или нидерл. Bentvueghels — «птицы пера») — братству иностранных художников, прибывавших в католический Рим из северных стран (главным образом из Нидерландов и Германии). Согласно уставу общества ему дали новое, «кривое» имя: «Остроумец» (Geestigheid), которое указывает на его живость, смекалку и смешливость.
После Рима Адриан ван дер Кабель некоторое время работал во Франции: в Экс-ан-Провансе, Тулузе и Авиньоне, и в конце концов в 1668 году вернулся в Лион. Всю основную часть творческой жизни он провёл в этом городе. Он был одним из двух деканов Гильдии Святого Луки в Лионе в 1670 и 1686 годах.
Вначале он был протестантом, но в неизвестный момент принял католичество. Он женился в Лионе 7 августа 1667 года на Сюзанне Буржуа; у них было трое детей. Декамп упоминает сына Адриана, который также стал художником, но возможно ошибочное отождествление с братом Адриана Энгелем, который был на десять лет моложе и тоже работал художником в Лионе. Адриан ван дер Кабель скончался в Лионе и был похоронен 16 января 1705 года в церкви Нотр-Дам-де-ла-Платьер.

## Творчество
С 1645 по 1648 год Адриан ван дер Кабель был учеником Яна ван Гойена в Гааге. Его самая ранняя известная работа, речной пейзаж, датируется 1648 годом. Ряд его картин того времени приписывали Ван Гойену. В Лионе, где он прожил почти сорок лет, он писал на холсте, дереве и меди, от маленьких до очень больших картин. В Эксе, где он также жил и работал, почти в каждой галерее и в каждом богатом доме были пейзажи или другие картины его работы. В настоящее время ему приписывают около пятидесяти картин, разбросанных по разным собраниям Европы. Ван дер Кабель редко подписывал свои картины, иногда ставил монограмму «AVK».
Примерно до 1660 года его картины демонстрировали типично голландский стиль, следуя примерам Ван Гойена, Рёйсдала и Альберта Кёйпа: солнечный свет, просачивающийся сквозь влажный воздух, отбрасывает создаёт серебряное сияние. Деревни красиво расположены среди волнистого ландшафта. Красновато-коричневые крыши домов и цвет стен соответствуют серому небу. Кабель писал в основном морские виды и сельские пейзажи, оживляя их фигурами. В начале своего творчества подражал Сальватору Розе и, отчасти, Франческо Моле. Он много рисовал, пользуясь итальянским карандашом, красным и чёрным мелом (сангиной и углём). Он также гравировал пейзажи в технике офорта и сухой иглы.
У него было несколько учеников. Самым известным учеником Ван дер Кабеля был лионский художник-пейзажист Адриан Манглар, который также был его крестником. Как и ван дер Кабель, Манглар переехал в Рим, где стал одним из самых известных пейзажистов своего времени. Ван дер Кабель познакомил молодого Манглара с традициями голландской пейзажной живописи, а также с типичным для XVII века романо-болонским стилем пейзажной живописи, который оказал влияние на Кабеля во время его пребывания в Италии.

## Галерея
- Итальянский пейзаж с руинами и фигурами на мосту. Бумага, сепия, перо, кисть. Частное собрание
- Итальянский пейзаж. 1656. Бумага, перо, кисть, чернила. Частное собрание
- Старая женщина. Офорт
- Бегство в Египет. Офорт
- Речной пейзаж с лодками. 1640-е. Дерево, масло. Частное собрание
- Лесной пейзаж. До. 1705. Холст, масло. Галерея искусств Уокера, Ливерпуль
- Морской порт. Между 1670 и 1700. Холст, масло. Музей изящных искусств, Лион
- Побережье в Катвейке. Между 1650 и 1670. Дерево, масло. Рейксмюсеум, Амстердам
- Речной пейзаж с крепостью. Холст, масло. Частное собрание
- Средиземноморский порт с турецкими торговцами. 1682. Холст, масло. Частное собрание
- Порт Генуи. 1660. Холст, масло. Национальный морской музей, Гринвич, Лондон